# Valter Hugo Mãe
Valter Hugo Mãe é o nome artístico do escritor português Valter Hugo Lemos (Vila Henrique de Carvalho, Angola, 25 de setembro de 1971). Além de escritor, é editor, artista plástico, apresentador de televisão e cantor.

## Biografia
Valter Hugo Mãe é um escritor português que nasceu numa cidade angolana outrora chamada Henrique de Carvalho, actual Saurimo.
Passou a infância em Paços de Ferreira e em 1980 mudou-se para Vila do Conde. Licenciou-se em Direito e fez uma pós-graduação em Literatura Portuguesa Moderna e Contemporânea na Faculdade de Letras da Universidade do Porto.
Em 1999 foi co-fundador da Quasi edições na qual publicou obras de António Botto, Mário Soares, Caetano Veloso, Adriana Calcanhotto, Manoel de Barros, António Ramos Rosa, Artur do Cruzeiro Seixas, Ferreira Gullar, Adolfo Luxúria Canibal e muitos outros.
Co-dirigiu a revista Apeadeiro, de 2001 a 2004 e em 2006 funda a editora Objecto Cardíaco.
Em 2007 atingiu o reconhecimento público com a atribuição do Prémio Literário José Saramago, durante a entrega do qual o próprio José Saramago considerou o romance o remorso de baltazar serapião um verdadeiro tsunami literário: "Por vezes, tive a sensação de assistir a um novo parto da Língua portuguesa".
Para além da escrita tem-se dedicado ao desenho, com uma primeira exposição individual  de 2020 em Vila Nova de Gaia; e à música, tendo-se estreado como voz do grupo Governo em Janeiro de 2008, no Teatro do Campo Alegre, também no Porto.
Desde o fim de 2012 apresenta um programa de entrevistas no Porto Canal.
Os quatro primeiros romances de Valter Hugo Mãe são conhecidos como a tetralogia das minúsculas. Escritos integralmente sem letras capitais, incluindo o nome do autor, pretendiam chamar a atenção para a natureza oral dos textos e recondução da literatura à liberdade primeira do pensamento. As minúsculas aludem também a uma utopia de igualdade. Uma certa democracia que equiparava as palavras na sua grafia para deixar ao leitor definir o que devia ou não ser acentuado.

## Bibliografia

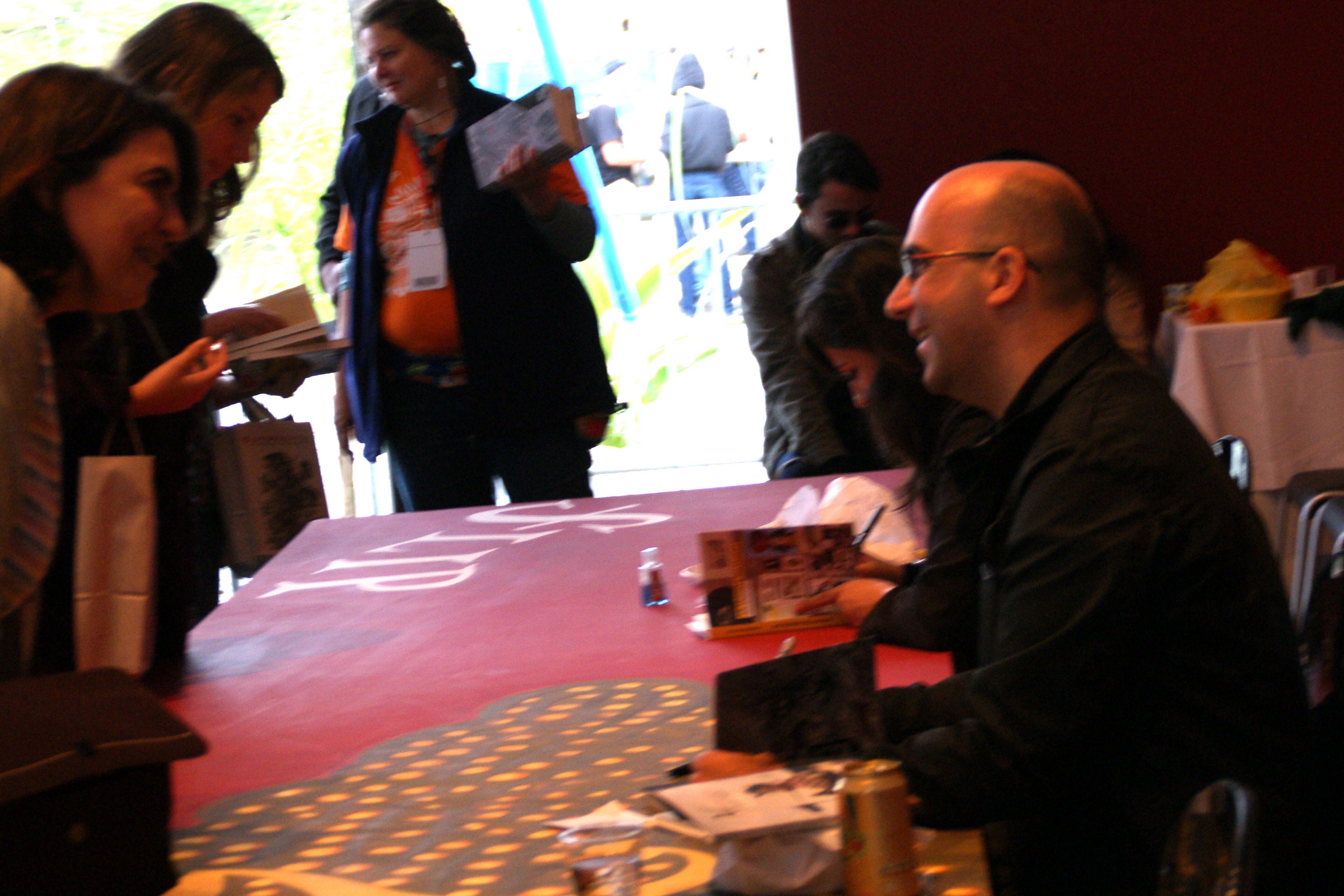
Valter Hugo Mãe na Festa Literária Internacional de Paraty em 2011

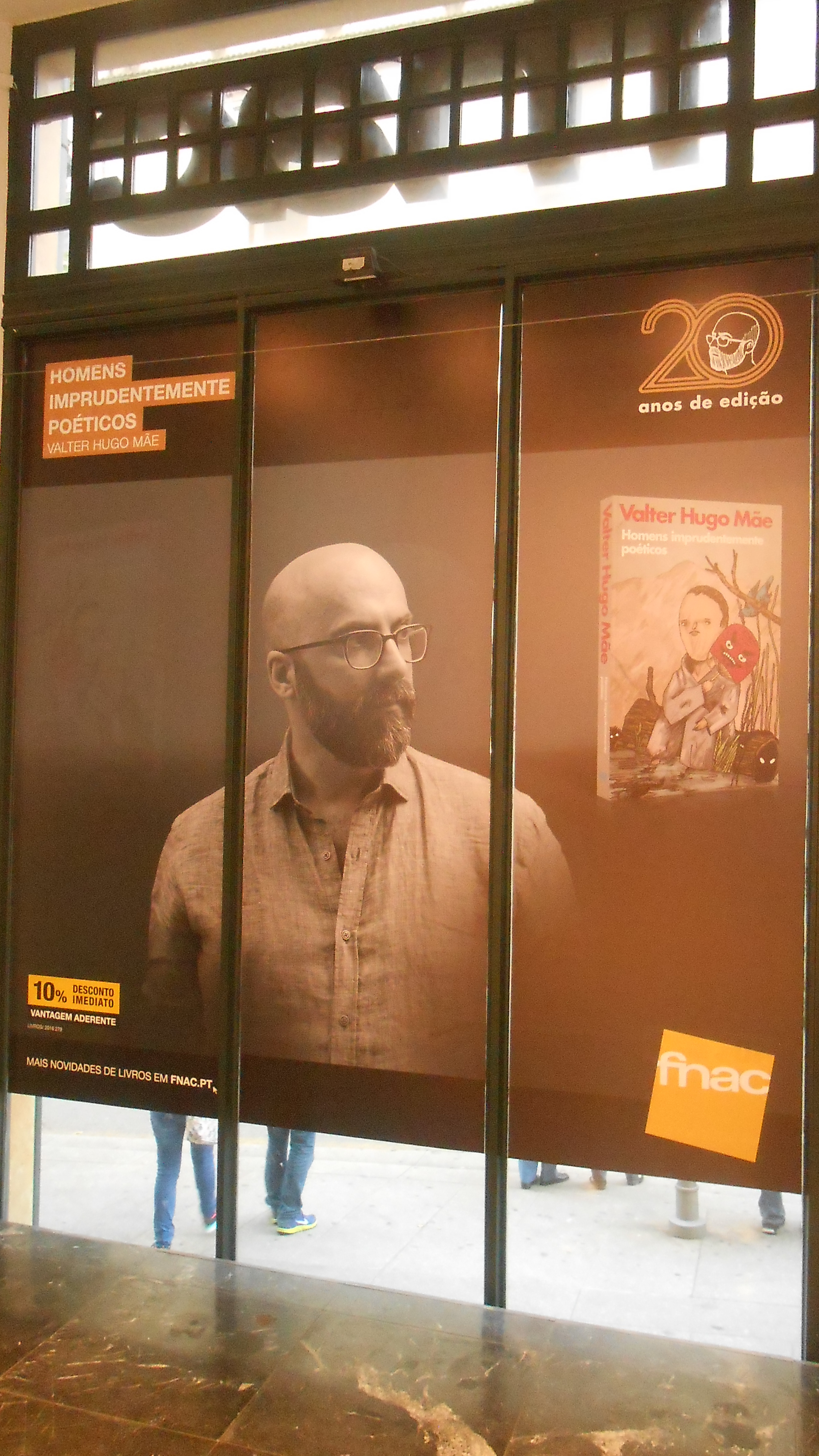
Publicidade para „Homens imprudentemente poéticos“ na filial da Fnac na Rua de Santa Catarina no Porto, finais de outubro de 2016

## Música
É também conhecido como letrista tendo colaborado com vários projectos, nomeadamente:
- 2009 - Escreveu todas as letras do álbum Disco de Cabeceira, Paulo Praça, editado pela Som Livre[33][34]
- 2009 - Escreveu três das canções do álbum A Geração da Matilha, dos Mundo Cão, editado pela  Cobra Discos[35]
- 2009 - Propaganda Sentimental, Governo, Optimus, Lisboa, também foi vocalista[36]
- 2009 - Mirror People, Rui Maia, editado pela , Lisboa, também foi vocalista
- 2010 - Foi um dos letristas do álbum Animal dos Osso Vaidoso editado pela Optimus[37]
- 2018 - Desligado, Mundo Cão, editado pela  Sony Music

## Prémios e Reconhecimento
- 1999 - Prémio Almeida Garrett[38]
- 2007 - Ganhou o Prémio Literário José Saramago com o livro O Remorso de Baltazar Serapião atribuído pela Fundação Círculo de Leitores, em Lisboa.[39][40]
- 2010 - Foi distinguido com a Pena de Camilo Castelo Branco no Famafest – Festival Internacional de Cinema e Vídeo de Vila Nova de Famalicão[41]
- 2012 - Recebeu o Grande Prémio Portugal Telecom de Literatura Melhor Romance do Ano, com o livro A Máquina de Fazer Espanhóis[42][43]
- 2020 - Venceu o Grande Prémio de Romance e Novela da Associação Portuguesa de Escritores, com a obra Contra Mim.[44][45]